# Zsittnyan István
Zsittnyan István (Érsekújvár, 1916. december 4. – 1997. november 1.) tanár, kultúrszervező.

## Élete
Iparos családban született, édesapja Zsittnyan István csizmadia, édesanyja Finta Mária. Iskoláit Léván és Pápán végezte, ahol leérettségizett és a Pápai Állami Tanítóképző-intézetben 1940-ben tanítói képesítést és kántori oklevelet szerzett. A második világháború után 1953-1955 között végezte el és 1957-ben szerzett Pozsonyban a Pedagógiai Főiskolán magyar-szlovák tanári oklevelet.
Tanári pályafutását a második világháború alatt Tardoskedden 1940. december 9-étől helyettesítéssel  kezdte, majd Nemespannra került, ahol 1941. július 1-től segéddíjas, 1942. január 1-től helyettes tanító (igazgató), majd 1942. december 9-től rendes tanító lett. 1942-ben besorozták, de nem vonult be. Ugyanezen év július 25-én elvégezte a kerületi tűzoltótanfolyamot, amely alkalmassá tette tiszti tűzoltói feladatok ellátására is. 1943. nyarán megnősült. A Széchenyi Magyar Kultúr Egyesület nemespanni szervezetének titkára és irányítója volt. A háború alatt támogatta a komáromi bencés gimnáziumot. 1944. júniusában elvégezte a Népművelési előadóképző tanfolyamot.
A felszabadulás után még 1945. július végén elbocsátották állásából magyar nemzetisége miatt. Poprádon talált munkát, egy papírgyárban vagonkirakodóként dolgozott, családja azonban továbbra is Nemespannon maradt az egykori iskolaépület szolgálati lakásában. 1948-ban bizonyságot kapott a falutól, hogy megbízható személy, melyek után Felsőzboróban kapott szlovák tanítói állást.
1949-től a martosi Alapiskola tanára, később igazgatója lett. 1950-ben a helyi Csemadok alapszervezet szervezője és kultúrfelelőse. Színjátszócsoportot és énekkart szervezett, a helyi néptánccsoport első vezetője, melyek vezetése alatt több díjat is nyertek. 1973-ban távúton elvégezte a pozsonyi Népművelési Intézet (Osveta) hároméves amatőr rendezői kurzusát. Az 1975-ben megnyílt tájház egyik szervezője volt. Martoson tanított egészen 1977-es nyugdíjba vonulásáig, azután már csak helyettesített.
Martos krónikása, a Helyi Nemzeti Bizottság tagja és a kultúrház vezetője volt. 1950-től tagja volt a Csemadok vezetőségének és Központi Bizottságának, 1952-től a helyi Termelőszövetkezet vezetőségének.
Felesége Varsányi Edit tanítónő, két gyermekük született.
2012-ben a Martosi kultúrház vette fel a nevét.

## Elismerései

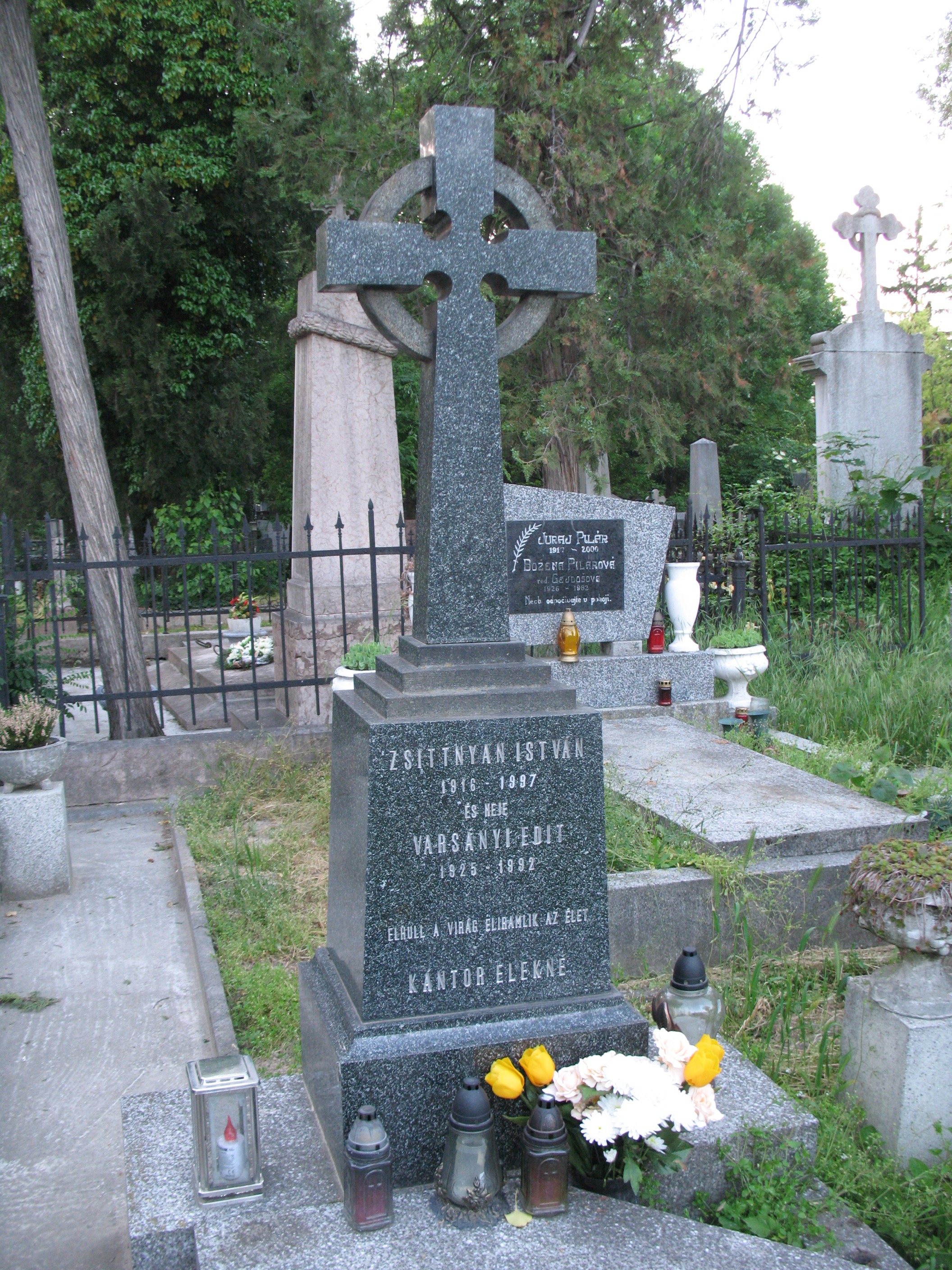
Sírja Komáromban

- 1960 a komáromi Járási Nemzeti Bizottság kitüntetése
- 1962 a komáromi Járási Nemzeti Bizottság kultúra és iskolaügyi részlegének dicsérő kitüntetése
- 1976 a Fogyasztási Szövetkezetek (JRD) Szlovákiai Elnökségének Becsület érme
- 1977 a komáromi Járási Nemzeti Bizottság Becsület érme
- 1979 a Kultúra érdemes dolgozója érem
- 1986 a Csemadok Emlékérem arany fokozat
- 1990 Aranydiplomás pedagógus érem (Győr)
- 2007 Martos településért díj

## Művei
- 1977 Fáklya hordozói. A Hét
- 1988 Martos múltja és jelene
- Martos múltja és jelene; Martosi Mezőgazdasági Szövetkezet, Martos, 1991